# Niota
La ville américaine de Niota est située dans le comté de McMinn, dans l’État du Tennessee. Lors du recensement de 2010, sa population s’élevait à 718 habitants.

## Source
- (en) Cet article est partiellement ou en totalité issu de l’article de Wikipédia en anglais intitulé « Niota, Tennessee » (voir la liste des auteurs).